# Han (escultura)
Han (en danés "Él") es una escultura de acero pulido realizada por los artistas nórdicos Michael Elmgreen e Ingar Dragset e instalada en 2012 en el puerto de Elsinor, Dinamarca.
La escultura representa a un hombre joven desnudo y sentado sobre una roca, que mira hacia el sur. Su posición y sus proporciones son muy similares a la Sirenita de Copenhague, escultura de Edvard Eriksen de principios del siglo XX que rememora el cuento homónimo de Hans Christian Andersen. De esta manera, Han es la réplica masculina de la icónica escultura de la capital danesa.
A diferencia de la Sirenita, Han es la representación de un hombre real y no de un ser mitológico. Su material, acero inoxidable pulido lo convierte en un espejo que refleja la luz y los alrededores. Mediante un mecanismo hidráulico, sus ojos parpadean de vez en cuando.
La escultura fue un encargo del ayuntamiento de Elsinor y de la Fundación Nacional para las Artes. Su costo fue de 3.084.000 coronas (más de 400.000 euros), del cual el ayuntamiento pagó 770.000 coronas. Su construcción estuvo relacionada con el desarrollo cultural de esta zona de la ciudad que incluye el castillo de Kronborg, el Museo Marítimo Danés y el centro cultural Kulturværftet, este último inaugurado en 2010 en el solar de un antiguo astillero.